# Murnak
Murnak (arab. مرناق, fr. Mornag) – miasto w północnej Tunezji położone w gubernatorstwie Bin Arus. Populacja miasta wynosi około 30 tysięcy mieszkańców (stan na 2014 rok).
Miasto leży niedaleko autostrady A1 łączącej stolicę kraju Tunis z miastem Safakis.